# Далхарт
Далхарт (англ. Dalhart) — город в США, расположенный в северо-западной части штата Техас, административный центр округа Даллам. По данным переписи за 2010 год число жителей составляло 7930 человек, по оценке Бюро переписи США в 2017 году в городе проживало 8346 человек.

## История

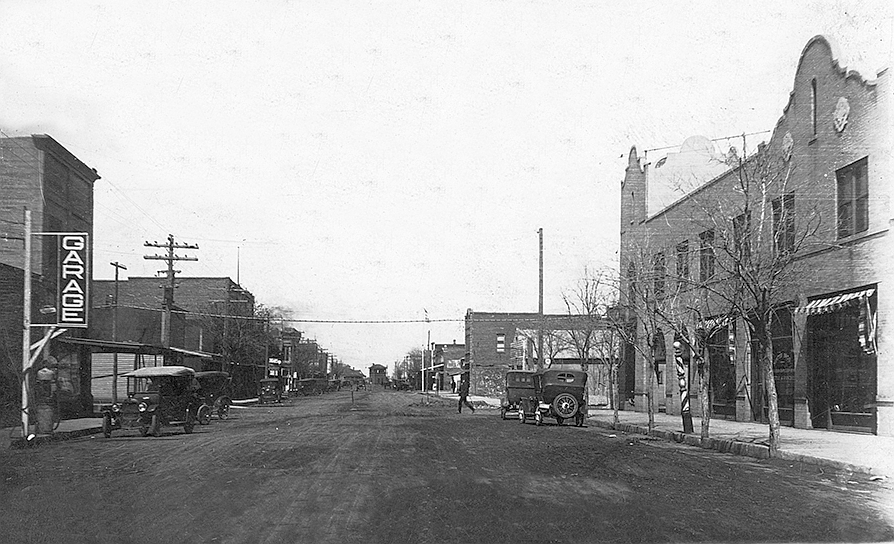
Далхарт в начале XX века

В 1901 году по территории округа к западу от Либерала, штат Канзас провели железную дорогу Chicago, Rock Island and Pacific Railway. На пересечении с железной дорогой Fort Worth and Denver City в 1901 году было образовано поселение. Город изначально назывался Денрок, комбинацией из названий железных дорог. В том же году началось издание газеты Denrock Sun. Однако почтовое ведомство отказалось регистрировать название и поселение назвали Далхартом по первым буквам названий округов, на границе которых оно находилось. 6 мая 1902 года Далхарт принял устав, началось формирование органов власти. 21 февраля 1903 года Далхарт победил на выборах административного центра, сменив в этом статусе Текслайн. 6 апреля 1904 поселение получило статус города. Город располагался рядом с гигантским ранчо XIT Ranch и быстро стал торговым и транспортным центром, обслуживавшим это и другие ранчо. В 1906 году в городе выкопали первый колодец. До этого воду привозили железной дорогой.
К 1912 году железнодорожные компании возвели механические цеха, оборотные депо, контрольно-диспетчерский пункт. Наличие крупных железных дорог поспособствовало проведению менее крупных, таких как Enid, Ochiltree and Western и других. Помимо этого в городе функционировали три банка, мельница, большой зерновой элеватор, лесопилка, современная коммунальная система, больница, завод по выработке льда, несколько гостиниц и церквей. Далхарт стал одним из первых городов в Техасском выступе, начавшим сдавать землю в аренду для добычи нефти. Во время засухи 1930-х годов Далхарт был известен из-за чёрных пыльных котлов. В 1934 году в Далхарте провели один из первых демонстрационных проектов по контролю эрозии, специализировавшийся на ветровой эрозии. В трёх километрах от города был основан военный аэропорт.

## География
Далхарт находится в центральной части округа, его координаты: 36°03′26″ с. ш. 102°30′42″ з. д..
Согласно данным бюро переписи США, площадь города составляет около 12,4 км2, практически полностью занятых сушей.

### Климат
Согласно классификации климатов Кёппена, в Далхарте преобладает семиаридный климат умеренных широт (BSk).
| Показатель                    | Янв.  | Фев.  | Март  | Апр. | Май  | Июнь | Июль | Авг. | Сен. | Окт. | Нояб. | Дек.  | Год   |
| ----------------------------- | ----- | ----- | ----- | ---- | ---- | ---- | ---- | ---- | ---- | ---- | ----- | ----- | ----- |
| Абсолютный максимум, °C       | 23,3  | 27,8  | 36,1  | 32,2 | 36,1 | 41,1 | 40   | 38,9 | 37,2 | 28,9 | 26,7  | 25    | 41,1  |
| Средний суточный максимум, °C | 10    | 11,7  | 16,2  | 20,8 | 25,8 | 30,8 | 33   | 31,8 | 27,8 | 21,7 | 15,3  | 9,4   | 21,2  |
| Средняя температура, °C       | 1,5   | 3,2   | 7,4   | 12   | 17,4 | 22,6 | 24,8 | 24,1 | 19,7 | 13,2 | 6,6   | 1,3   | 12,8  |
| Средний суточный минимум, °C  | −7    | −5,2  | −1,4  | 3,2  | 9,1  | 14,3 | 16,7 | 16,3 | 11,6 | 4,7  | −2,2  | −6,8  | 4,5   |
| Абсолютный минимум, °C        | −26,7 | −23,3 | −15,6 | −7,2 | −6,1 | 7,2  | 8,9  | 5,6  |      | −4,4 | −2,8  | −17,8 | −26,7 |
| Норма осадков, мм             | 6     | 10    | 17    | 28   | 59   | 50   | 68   | 55   | 41   | 25   | 8     | 6     | 373   |
| Источник: weatherbase.com     |       |       |       |      |      |      |      |      |      |      |       |       |       |

## Население
Согласно переписи населения 2010 года в городе проживало 7930 человек, было 2957 домохозяйств и 2093 семьи. Расовый состав города: 84 % — белые, 1,2 % — афроамериканцы, 0,9 % — коренные жители США, 0,7 — азиаты, 0,1 % — жители Гавайев или Океании, 10,5 % — другие расы, 2,5 % — две и более расы. Число испаноязычных жителей любых рас составило 34 %.
Из 2957 домохозяйств, в 38,7 % живут дети младше 18 лет. 55,9 % домохозяйств представляли собой совместно проживающие супружеские пары (25,4 % с детьми младше 18 лет), в 10,6 % домохозяйств женщины проживали без мужей, в 4,3 % домохозяйств мужчины проживали без жён, 29,2 % домохозяйств не являлись семьями. В 25,2 % домохозяйств проживал только один человек, 10,7 % составляли одинокие пожилые люди (старше 65 лет). Средний размер домохозяйства составлял 2,64 человека. Средний размер семьи — 3,18 человека.
Население города по возрастному диапазону распределилось следующим образом: 31,4 % — жители младше 20 лет, 26 % находятся в возрасте от 20 до 39, 30,2 % — от 40 до 64, 12,5 % — 65 лет и старше. Средний возраст составляет 34,9 года.
Согласно данным опросов пяти лет с 2013 по 2017 годы, медианный доход домохозяйства в Далхарте составляет 52 782 доллара США в год, медианный доход семьи — 63 600 долларов. Доход на душу населения в городе составляет 25 465 долларов. Около 8,7 % семей и 13,9 % населения находятся за чертой бедности. В том числе 21,5 % в возрасте до 18 лет и 5,8 % старше 65 лет.

## Местное управление
Управление городом осуществляется мэром и городским советом, состоящим из 8 человек. Члены совета выбираются по округам.
Другими важными должностями, на которые происходит наём сотрудников, являются:
- Сити-менеджер
- Городской секретарь
- Финансовый директор
- Шеф полиции
- Маршал пожарной охраны
- Управляющий парками и кладбищами
- Директор службы общественных работ
- Управляющий водоканалами и канализацией
- Городской юрист
- Муниципальный судья

## Инфраструктура и транспорт
Основными автомагистралями, проходящими через Далхарт, являются:
- автомагистраль 54 США проходит с северо-востока от Стратфорда на юго-запад к Тукумкэри, штат Нью-Мексико.
- автомагистраль 87 США проходит с северо-запада от Клейтона, штат Нью-Мексико, на северо-запад к Думасу.
- автомагистраль 385 США проходит с севера от Бойсе[англ.], штат Оклахома, на юг к Чаннингу.

В городе располагается муниципальный аэропорт Далхарт. Аэропорт располагает двумя взлётно-посадочными полосами длиной 1951 и 1658 метров. Ближайшим аэропортом, выполняющим коммерческие рейсы, является международный аэропорт Рика Хасбанда в Амарилло. Аэропорт находится примерно в 150 километрах к юго-востоку от Далхарта.

## Образование
Город обслуживается независимым школьным округом Далхарт.
В 2012 году в городе был открыт филиал колледжа Фрэнка Филлипса.

## Экономика
Согласно финансовому отчёту города за 2016-2017 финансовый год, Далхарт владел активами на $32,4 млн, долговые обязательства города составляли $11,84 млн. Доходы города составили $6,28 млн, расходы города — $6,43 млн .

## Отдых и развлечения
С 1936 года в августе в городе проводятся дни воссоединения и родео ранчо XIT Ranch. Позже ассоциация воссоединения ранчо открыла музей XIT. Другим ежегодным мероприятием в городе является неделя железной дороги. Также каждый год в Далхарте проходит шоу маслкаров Dalhart Cruzers Muscle Car Weekend
В трёх километрах к югу от Далхарта находится каньон Рита-Бланка, в котором находится одноимённое озеро, популярное туристическое место.

## Галерея

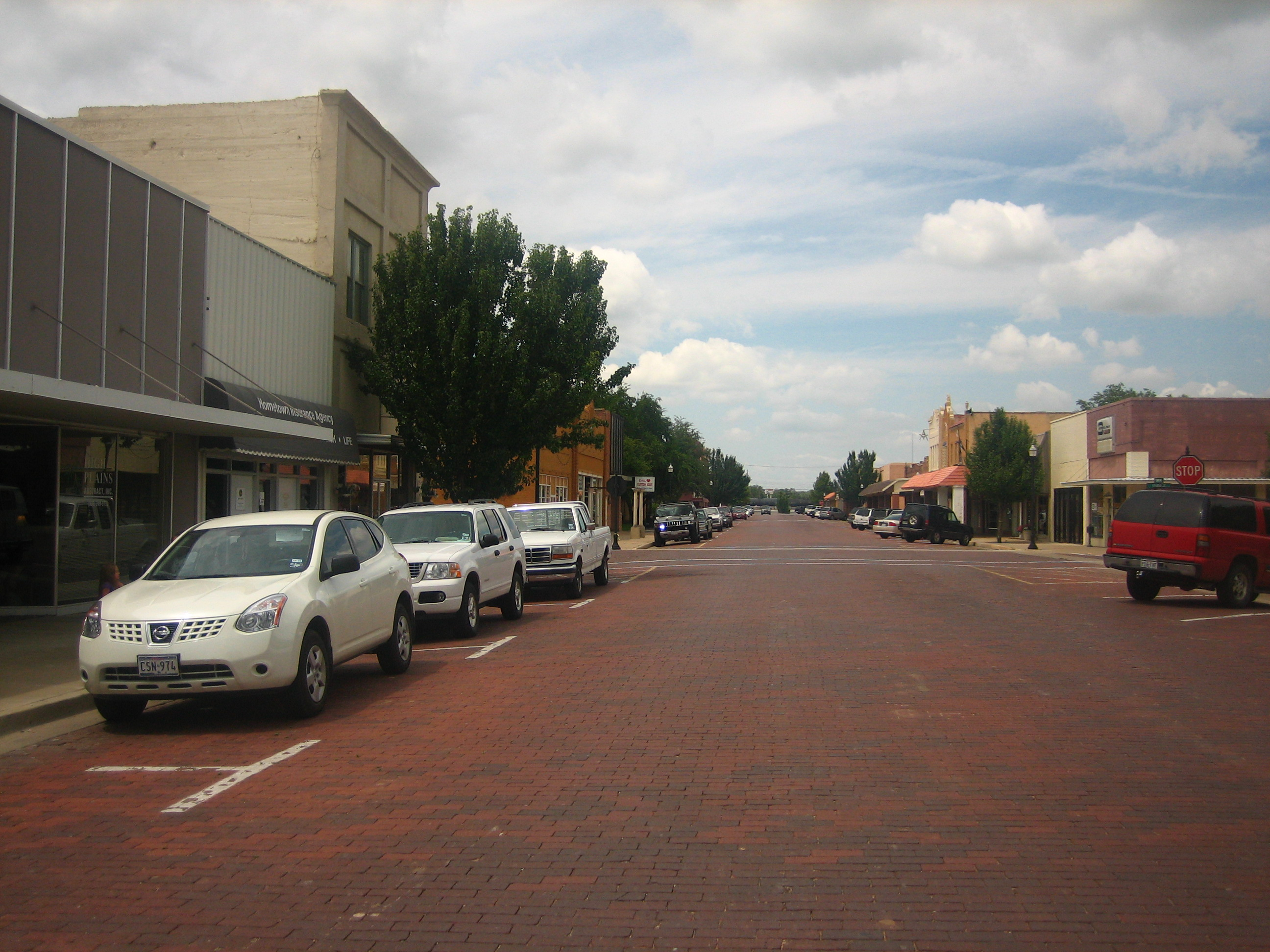
Мощёные булыжником улицы в центре Далхарта
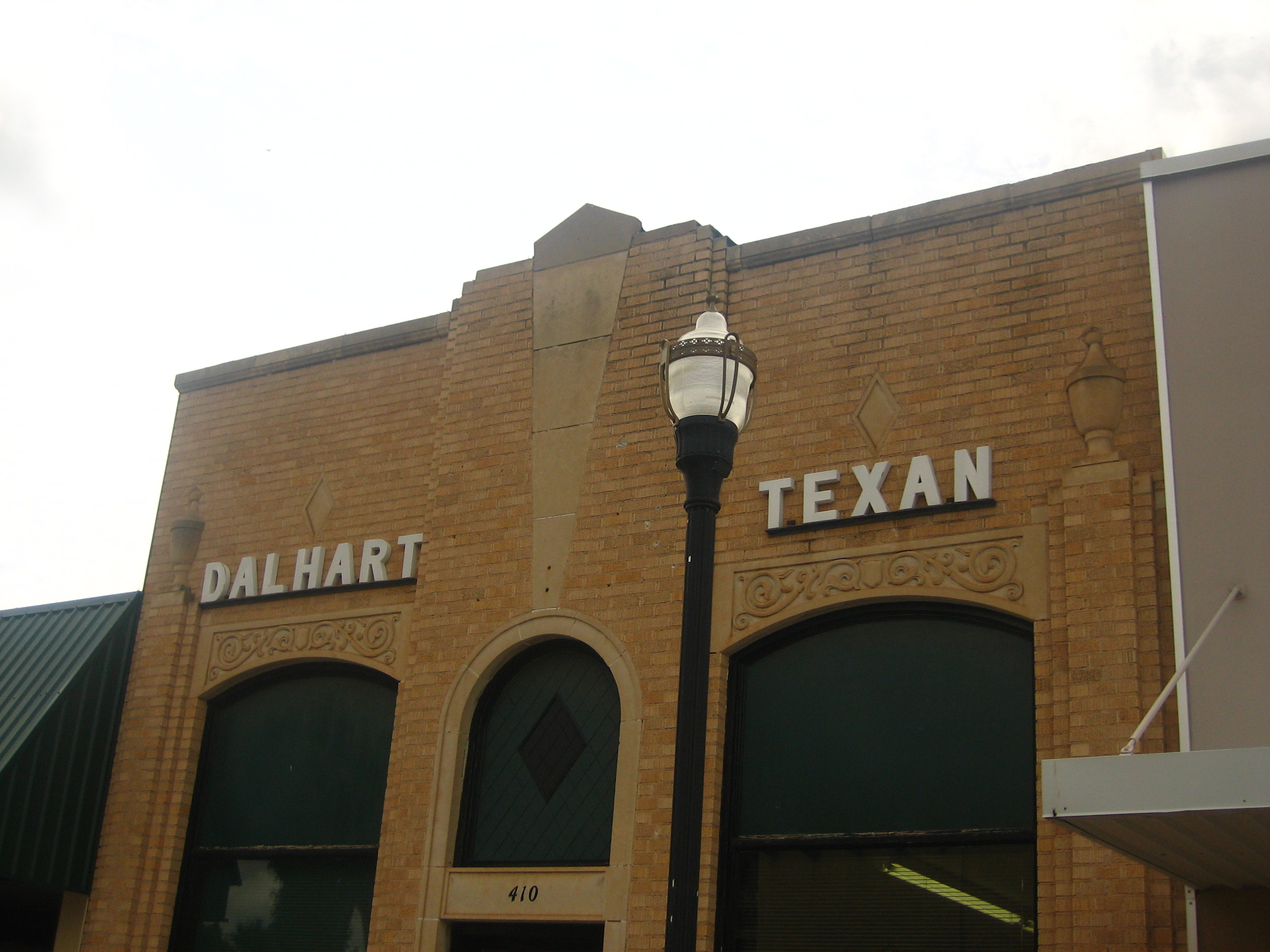
Издательство газеты Dalhart Texan, основанной 11 декабря 1902 года
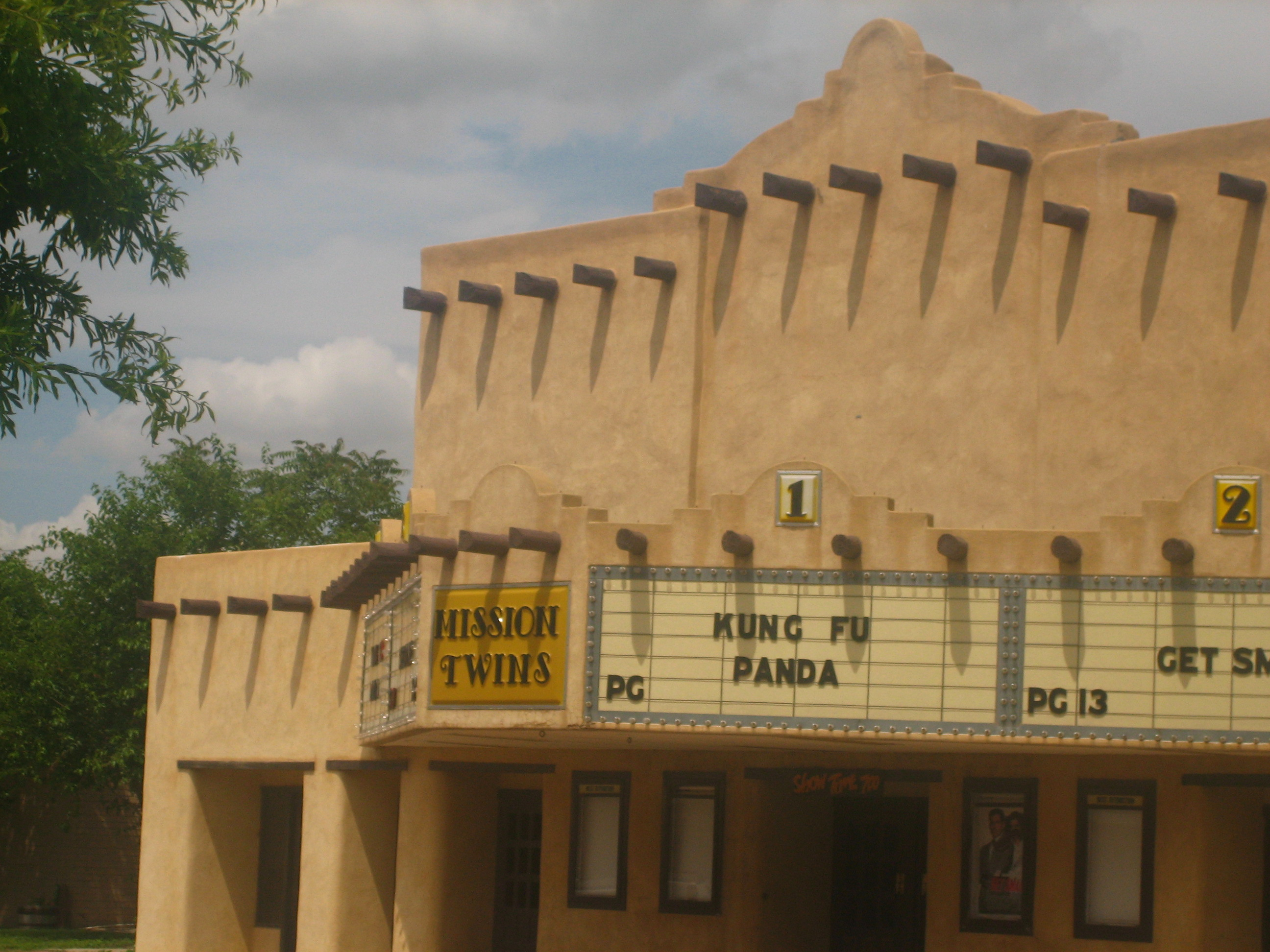
Бывший театр Mission Twins Theater
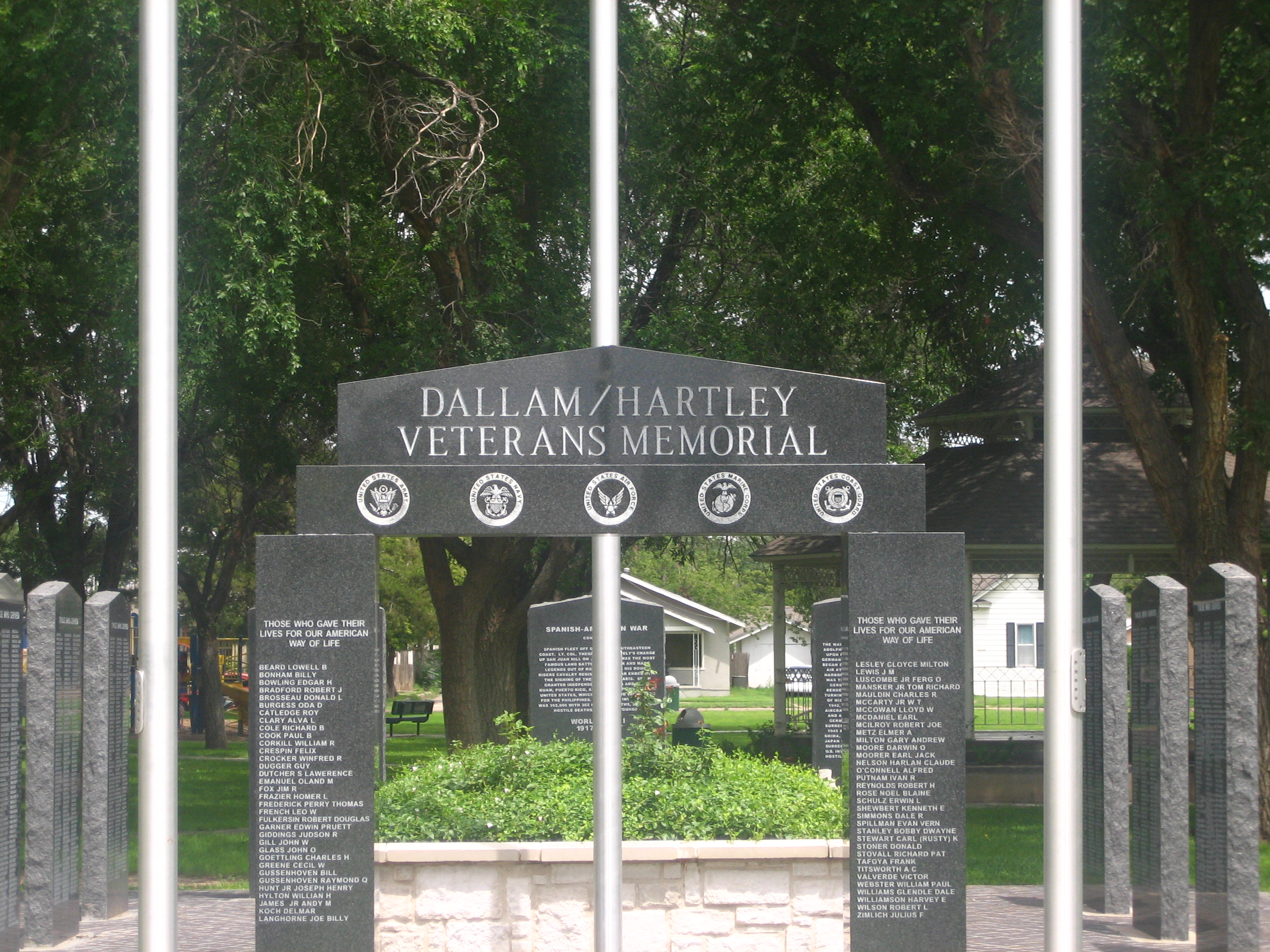
Чествование ветеранов в городском парке
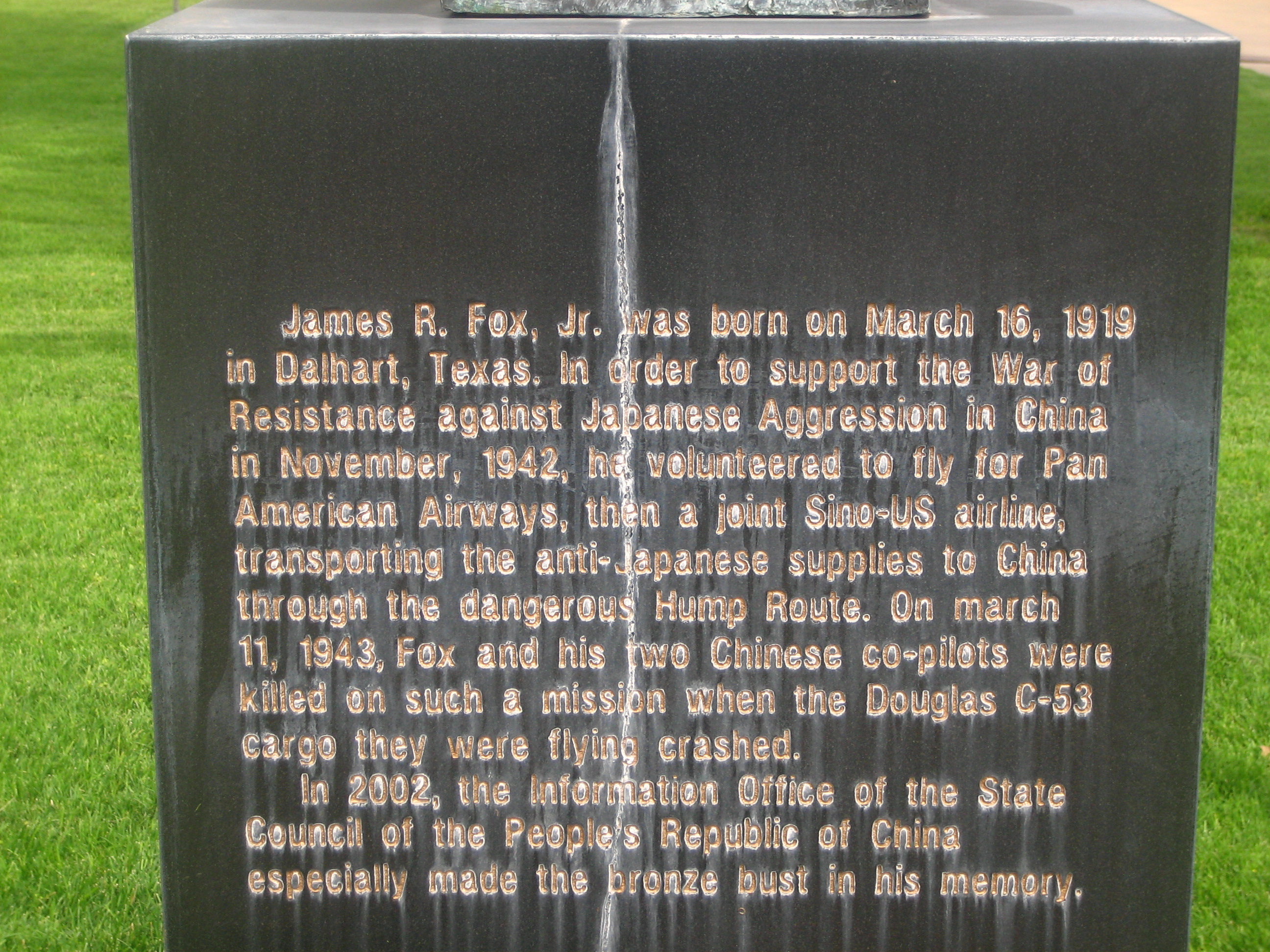
Памятная табличка на здании окружного суда, посвящённая солдату Второй мировой войны
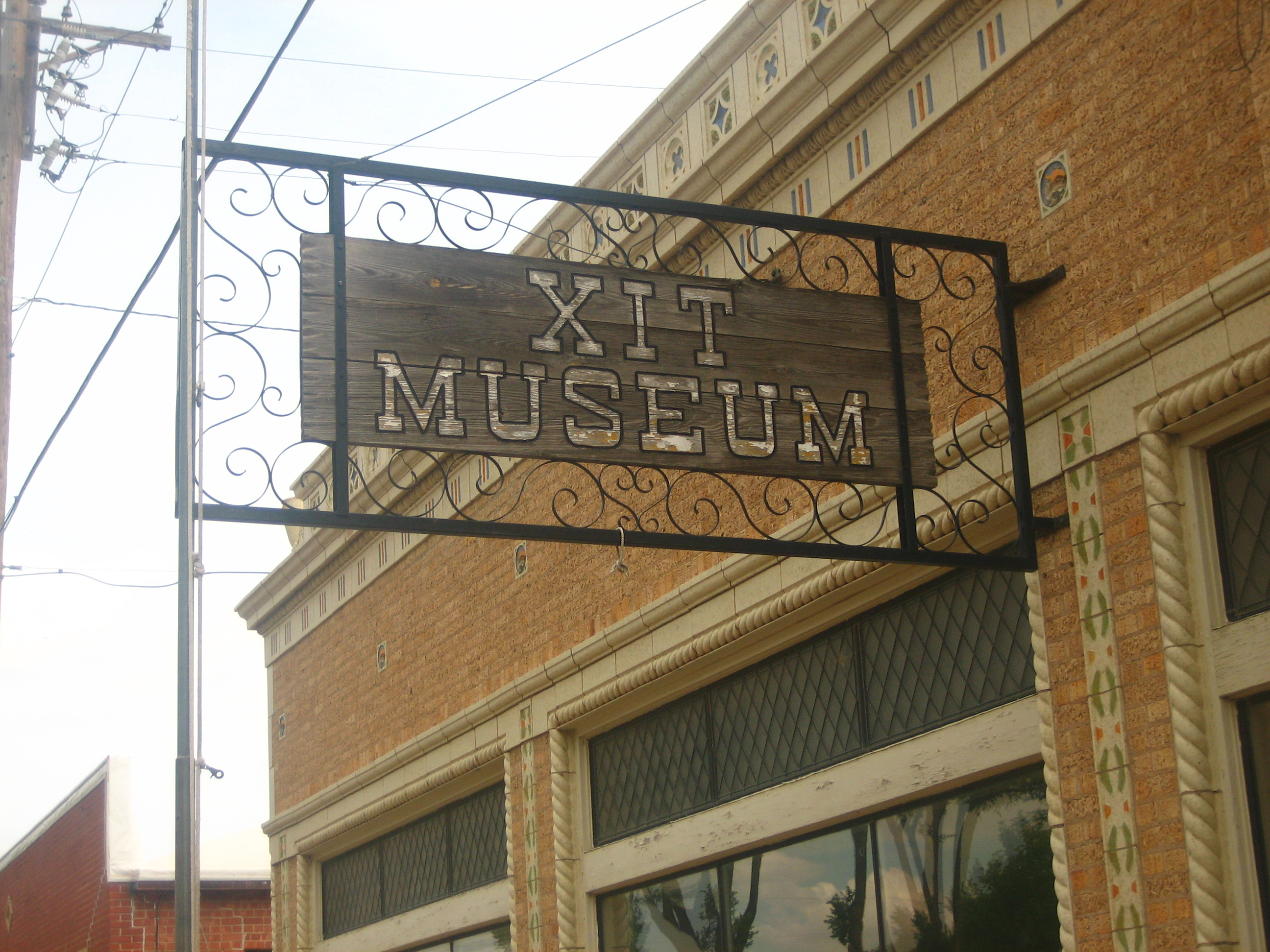
Музей XIT напротив здания окружного суда
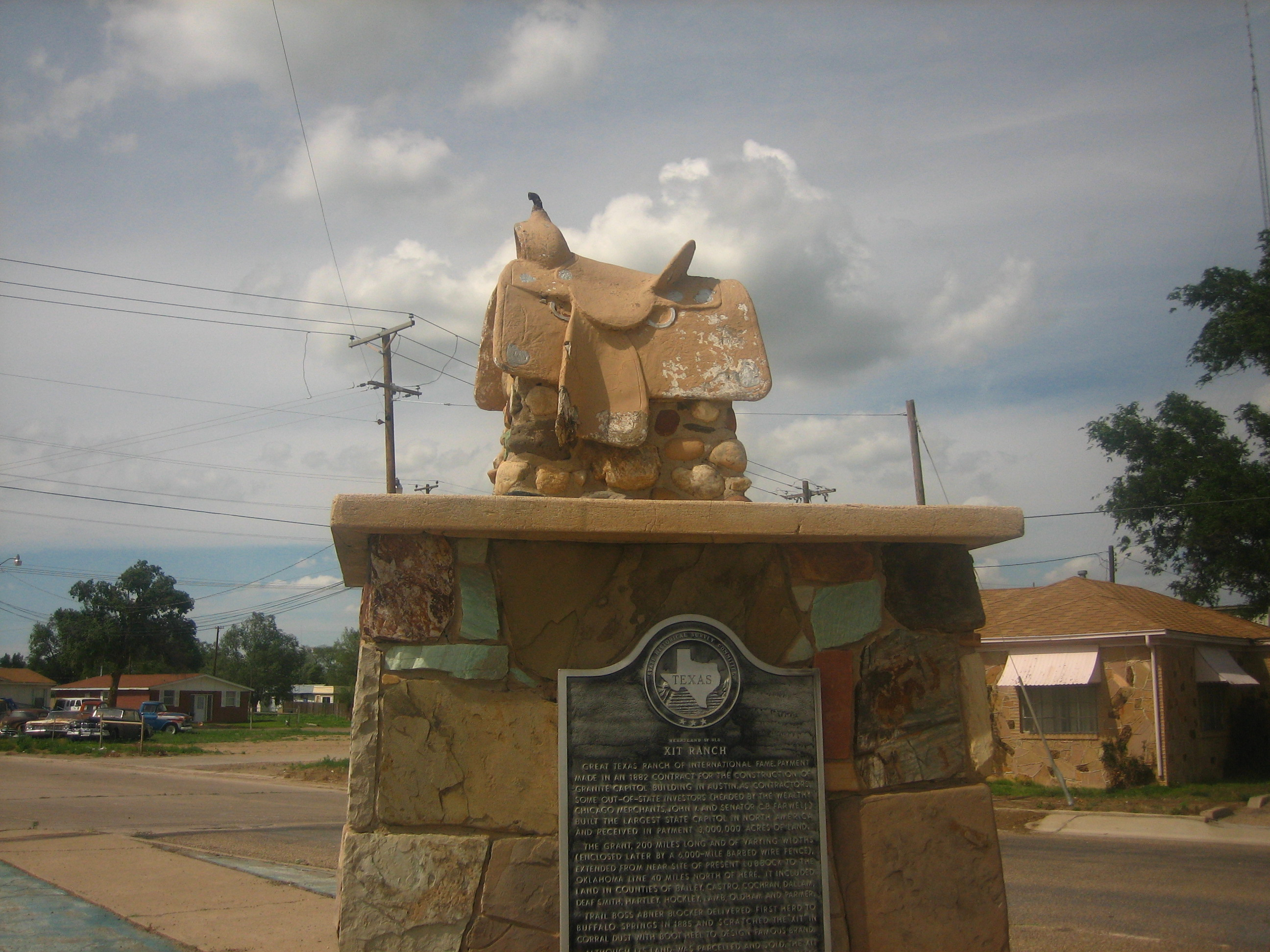
Монумент Empty Saddle посвящённый ковбоям ранчо XIT